# Rezervációs ár
Rezervációs árnak hívja a mikroökonómia azt az árat, amit egy fogyasztó még éppen hajlandó egy jószágért (vagy annak egy adott mennyiségéért) megfizetni – vagyis a rezervációs árnál kevesebbért megveszi, többért pedig nem veszi meg az adott jószágot. Valamivel szakszerűbb definíciója így hangzik: A rezervációs ár egy jószág azon ára, amely mellett a fogyasztó számára a jószág megvásárlása közömbös a nem megvásárlásával.
A fogalom megnevezése az árverésekre utal, ahol azonban furcsa módon nemcsak a vásárlással, hanem az eladással is kapcsolatban van. Az a személy – az eladó –, aki valamely tulajdonában lévő jószágot elárvereztet, megállapítja azt a minimális árat (kikiáltási ár), amely mellett még fenntartja (angolul reserve) magának a jogot, hogy a jószágot visszavásárolhassa. Vagyis ha az árverésen a jószág az eladó rezervációs ára alatt kel el, akkor neki joga van azt visszavásárolni (hiszen különben veszítene az ügyleten).
A mikroökonómiai fogyasztáselmélet modelljében – bizonyos feltételek, így például a preferenciák hasznossági függvénnyel való reprezentálhatóságának és a fogyasztói döntés egyértelműségének teljesülése mellett – a rezervációs árat egyértelműen meghatározzák a fogyasztó preferenciái és jövedelme, valamint a javak árai. Valójában még ennél is többet mondhatunk:

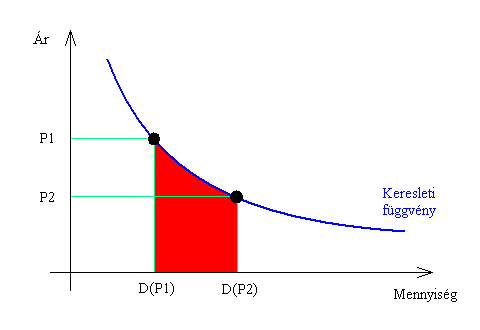
A rezervációs ár szemléletesen: a keresleti görbe alatti terület

1. Tekintsük a fogyasztó adott jószágra vonatkozó keresleti görbéjét, amely minden egyes árhoz az emellett fogyasztani kívánt mennyiséget rendeli. A keresleti görbét „fordítva” szokás ábrázolni, vagyis a függőleges tengelyen az árat, a vízszintesen pedig a keresett mennyiséget tüntetjük fel. Belátható, hogy ha kijelölünk két mennyiségi szintet a vízszintes tengelyen, akkor a görbe alatti terület ebben az intervallumban (vagyis az inverz keresleti függvény határozott integrálja) éppen az intervallum hosszának megfelelő jószágmennyiség rezervációs árát mutatja meg. Ha pedig egyetlen mennyiségi szintet választunk ki, és emellett tekintjük a görbe vízszintes tengelytől vett távolságát, az az adott mennyiség mellett egy pótlólagos jószágegység rezervációs árával lesz egyenlő. A rezervációs ár gyakorlatban történő méréséhez tehát elegendő a keresleti függvényt ismernünk, amely viszont kellő számú megfigyelés esetén például regressziószámítással becsülhető.
2. Ha a pénz határhasznát állandónak feltételezzük, egy pótlólagos jószágegység rezervációs ára egyenesen arányos lesz a jószág határhasznával, amely azt mutatja meg, hogy a fogyasztó hasznossága milyen mértékben nő a pótlólagos egység elfogyasztásának következtében. Ez a megállapítás a neoklasszikus közgazdaságtan 19. századi képviselőiig vezethető vissza, és érvet szolgáltatott a számukra ahhoz, hogy a keresleti függvény negatív meredekségét megmagyarázzák. Ugyanis a határhaszonról szokás (volt) feltenni, hogy a jószágmennyiség növelésével folyamatosan csökken – ezt az axiomatikus megállapítást fogalmazza meg Gossen I. törvénye. Ekkor viszont, mivel a határhaszonnal arányos, a pótlólagos jószágegységek rezervációs ára is egyre kisebb lesz, vagyis a keresleti görbe a fogyasztott mennyiség emelkedésével „egyre közelebb” kerül a vízszintes tengelyhez. (Az okfejtés persze csak akkor igaz, ha a pénz határhasznát állandónak feltételeztük – ez olyan javaknál, amelyekre a jövedelmünk viszonylag kis részét költjük, megközelítőleg igaz lehet. Az úgynevezett Giffen-javak viszont ellenpéldát szolgáltatnak.) Az előbbiekben ismertetett elméleti jelentősége mellett a rezervációs ár határhaszonnal való kapcsolata a gyakorlatban is rendkívüli fontosságú. A rezervációs ár ugyanis – az 1. pont végén leírtaknak megfelelően – mérhető, a határhaszon pedig közvetlenül nyilvánvalóan nem. A kettejük közti kapcsolatnak köszönhetően azonban a határhaszon, egyáltalában a hasznosság változásai is mérhetővé válnak.

A rezervációs árat néha bruttó fogyasztói többletnek is hívják, mert végső soron azt a pénzben kifejezett „többletet” mutatja meg, amire a fogyasztó a jószág megszerzésével tesz szert. (Hiszen legfeljebb ennyi pénzt hajlandó a jószágra elcserélni.) Nem szabad azonban ezt a nettó fogyasztói többlettel – vagy egyszerűen fogyasztói többlettel – összetéveszteni; ez ugyanis a rezervációs árnak és a jószág tényleges árának a különbségével egyenlő.